# Scythris arenbergeri
Scythris arenbergeri is een vlinder uit de familie dikkopmotten (Scythrididae). De wetenschappelijke naam is voor het eerst geldig gepubliceerd in 1986 door Pietro Passerin d'Entrèves van de universiteit van Turijn.
De soort komt voor in Europa, meer bepaald in Spanje. De typelocatie is "Sierra Nevada (Andalusië, Spanje)". Ze is genoemd naar de Oostenrijkse entomoloog Ernst Arenberger.